# Hrdějovice (przystanek kolejowy)
Hrdějovice – przystanek kolejowy w miejscowości Hrdějovice, w kraju południowoczeskim, w Czechach. Znajduje się na linii 202 Benešov – Czeskie Budziejowice, na wysokości 395 m n.p.m..  

## Linie kolejowe
- 220: Benešov – Czeskie Budziejowice